# Ocinje
Ocinje – wieś w Słowenii, w gminie Rogašovci. W 2018 roku liczyła 51 mieszkańców.